# دوباره ۱۷
دوباره ۱۷ (به انگلیسی: ‎17 Again ‎) نام یک فیلم کمدی محصول ۲۰۰۹ با بازی زک افران و متیو پری است. این فیلم را بور استیرز کارگردانی کرده‌است.

## خلاصه داستان
مایک اودانل ۳۷ ساله (متیو پری) متوجه می‌شود در زندگی‌اش به هیچ موفقیتی نرسیده‌است و همسرش که عشق زندگی او بوده و از دوران دبیرستان با هم آشنا بوده‌اند در حال طلاق از اوست و فرزندان نوجوان او نیز از او حسابی نمی‌برند. در همین شرایط مایک فردای شبی که به یاد دوران باشکوه زندگی خود در نوجوانی می‌افتد، وقتی که از خواب بیدار می‌شود، در حالی که هنوز سال ۲۰۰۹ است، درمی‌یابد که به دوران ۱۷ سالگی خود بازگشته است. او برخلاف مخالفت‌های بهترین دوست خود تصمیم می‌گیرد که از این فرصت طلائی بهره ببرد. او در نوجوانی بازیافته‌اش با پسر و دختر خود، دوست و همکلاس می‌شود و با همسرش رابطه جدیدی برقرار می‌کند.

## جستار‌های وابسته
- بزرگ، فیلم کمدی درام محصول سال ۱۹۸۸ درباره پسری که تبدیل به یک مرد بالغ می‌شود.
- بازگشت به آینده، فیلم کمدی محصول سال ۱۹۸۵ درباره پسری که در زمان به زمانی سفر می‌کند که والدینش در دبیرستان تحصیل می‌کردند.
- رفتن از ۱۳ به ۳۰، فیلم کمدی رمانتیک آمریکایی محصول سال ۲۰۰۴ درباره دختری ۱۳ ساله که ناگهان ۳۰ ساله می‌شود.
- خانم داوت‌فایر، فیلم کمدی آمریکایی محصول سال ۱۹۹۳ درباره پدری که برای نزدیک‌تر شدن به خانواده‌اش خود را مبدل می‌کند.